# Brandon Bass
Brandon Samuel Bass (* 30. April 1985 in Baton Rouge, Louisiana) ist ein US-amerikanischer Basketballspieler, der von 2005 bis 2016 in der NBA aktiv war. Seit 2017 steht er bei den Liaoning Flying Leopards der chinesischen CBA unter Vertrag.

## Kindheit
Bass wuchs in ärmlichen Verhältnissen in Erwinville auf und wurde in seiner Kindheit von schweren Schicksalsschlägen getroffen. Sein Vater hatte die Familie bereits früh verlassen. Seine Mutter musste täglich darum kämpfen, die Familie ernähren zu können; sie verstarb im Schlaf an einem schweren Herzanfall. Seitdem wohnte Bass zusammen mit seinem Bruder Chris und seiner Schwester Dashia bei seiner Tante, die nun acht Kinder zu versorgen hatte.

## Karriere
Bass spielte zunächst an der Capitol High School und später bei der Louisiana State University. Nach seinem zweiten Jahr an der LSU meldete er sich zum NBA-Draft an. Zuvor wurde er zum 2005 SEC Player of the Year ernannt.
Im Draft 2007 wählten ihn die New Orleans Hornets an 33. Stelle aus. Bass war zwei Spielzeiten für das Team aus Louisiana aktiv und wechselte anschließend, am 26. Juli 2007, zu den Dallas Mavericks.
Im Juli 2009 unterschrieb er einen Vertrag über 4 Jahre bei den Orlando Magic. Am 3. Dezember 2010 erreichte er mit 27 Punkten gegen die Detroit Pistons seinen bisherigen Karrierebestwert.
Am 9. Dezember 2011 wurde Bass für Glen Davis und Von Wafer zu den Boston Celtics getradet. Mit den Celtics erreichte Bass in der verkürzten Spielzeit 2011/12 die Eastern-Conference-Finals, wo man nur knapp an den Miami Heat um LeBron James scheiterte. Bass war bis Ende der Saison 2014/15 für die Celtics aktiv.
Nachdem er in der Saison 2015/16 bei den Los Angeles Lakers unter Vertrag stand, wechselte Bass im Sommer 2016 für eine Spielzeit zum Stadtrivalen, den Los Angeles Clippers.